# Hu Xiaoyuan
Hu Xiaoyuan (* 1977 in Harbin in der Provinz Heilongjiang) ist eine chinesische Konzeptkünstlerin. Sie schafft Videos, Performances und Installationen.

## Leben und Werk
Hu Xiaoyuan erlangte 2002 den Abschluss in Design an der Central Academy of Fine Arts.
Sie arbeitet mit verschiedenen Medien. Video ist eines davon. Für ihre Objekte, Zeichnungen und Installationen bevorzugt sie Materialien, die Lebensspuren in sich tragen und hinter denen persönliche Empfindungen liegen. Ihre Motive haben meist mit ihrem alltäglichen Umfeld oder der Familiengeschichte zu tun, wie Fäden, Haar, Spiegel, Kleidung, Schlüssel, Aussteuer Kissen und alte Möbel.
Ein Thema der Arbeit von Hu Xiaoyuan sind die Wechselbeziehungen zwischen kontrastierenden Zuständen. Zum Beispiel Liebe/Verletzung, Leben/Tod, Existenz/Abwesenheit oder nützlich und nutzlos.

## Ausstellungen (Auswahl)
- 2005: Mahjong – Contemporary Chinese Art from the Sigg Collection Kunstmuseum Basel, Basel
- 2007: Documenta12, Kassel
- 2012: The Ungovernables – New Museum Triennial, New Museum of Contemporary Art, New York
- 2013: DuanJianyu | HuXiaoyuan, Rockbund Art Museum, Shanghai